# Медисон (Вирџинија)
Медисон (енгл. Madison) град је у америчкој савезној држави Вирџинија. По попису становништва из 2010. у њему је живело 229 становника.

## Демографија
Према попису становништва из 2010. у граду је живело 229 становника, што је 19 (9,0%) становника више него 2000. године.
| Група             | 2000.       | 2010.       |
| Белци             | 151 (71,9%) | 166 (72,5%) |
| Афроамериканци    | 59 (28,1%)  | 42 (18,3%)  |
| Азијати           | 0 (0,0%)    | 0 (0,0%)    |
| Хиспаноамериканци | 0 (0,0%)    | 2 (0,9%)    |
| Укупно            | 210         | 229         |